# Geher-Länderkampf der Männer 1960 BR Deutschland – Schweiz
| 4. Leichtathletik-Länderkampf mit bundesdeutscher Beteiligung 1960 | 4. Leichtathletik-Länderkampf mit bundesdeutscher Beteiligung 1960 |               |
| ------------------------------------------------------------------ | ------------------------------------------------------------------ | ------------- |
|                                                                    |                                                                    |               |
| Geher-Vergleich der Männer: BR Deutschland – Schweiz               |                                                                    |               |
| Austragungsort                                                     | Bietigheim                                                         |               |
| Wettbewerbe                                                        | 2                                                                  |               |
| Datum                                                              | 26. Juni 1960                                                      |               |
| 1. FRG 2. SUI                                                      | 26 Punkte 18 Punkte                                                |               |
| Chronik                                                            |                                                                    |               |
| ← FRG-NLD (F)                                                      | FRG-SUI (M) →                                                      | FRG-SUI (M) → |

Im vierten Vergleich des Länderkampfjahres 1960 kam es in der süddeutschen Stadt Bietigheim am 27. Juni zum fünften Vergleich der Geher zwischen Deutschland und der Schweiz.

## Wettbewerbe und Modus
Auf dem Programm standen zwei Wettbewerbe, der kürzere wurde wie immer über 20 Kilometer ausgetragen. Die Distanz der längeren Strecke betrug diesmal nur 35 anstelle von 50 Kilometern. Die Regeln waren dieselben wie bei den letzten Vergleichen der Geher. Von vier Startern je Land in den beiden Wettbewerben kamen die jeweils besten drei in die Wertung. Der erste Rang brachte sieben Punkte, der zweite fünf, der dritte vier usw. Der sechste Platz wurde noch mit einem Punkt belohnt.

## Ergebnis
Den Wettkampf über zwanzig Kilometer gewann zwar ein Schweizer, doch über beide Strecken verbuchten die bundesdeutschen Geher durch ihre guten Platzierungen und auch Rang eins über 35 Kilometer deutlich mehr Punkte als ihre Konkurrenten. So konnten sich die bundesdeutschen Leichtathleten zum ersten Mal in einem Aufeinandertreffen der Geher mit der Schweiz in der Gesamtwertung durchsetzen und gewannen mit 26 zu achtzehn Punkten.

## Legende
Kurze Übersicht zur Bedeutung der Symbolik – so üblicherweise auch in sonstigen Veröffentlichungen verwendet:
| DSQ | disqualifiziert |

## Resultate

### 20-km-Straßengehen
| Platz | Athlet          | Land | Zeit (h)  |
| ----- | --------------- | ---- | --------- |
| 1     | Gabriel Reymond | SUI  | 1:36:52,0 |
| 2     | Karl-Heinz Pape | FRG  | 1:37:18,4 |
| 3     | Horst Thomanske | FRG  | 1:37:38,6 |
| 4     | Werner Schmitz  | FRG  | 1:39:14,0 |
| 5     | Horst Brüning   | FRG  | 1:41:01,4 |
| 6     | Werner Trutmann | SUI  | 1:41:24,0 |
| 7     | Louis Botta     | SUI  | 1:45:42,0 |
| 8     | Karl Egli       | SUI  | 1:55:53,0 |

### 35-km-Straßengehen
| Platz | Athlet             | Land | Zeit (h)  |
| ----- | ------------------ | ---- | --------- |
| 1     | Erich Rodermund    | FRG  | 2:57:33,2 |
| 2     | Louis Marquis      | SUI  | 3:01:30,2 |
| 3     | Claus Bartels      | FRG  | 3:02:37,2 |
| 4     | Claus Biethan      | FRG  | 3:06:49,8 |
| 5     | Jürgen Kraemer     | FRG  | 3:06:49,8 |
| 6     | Alois Walker       | SUI  | 3:10:54,0 |
| 7     | Josef Affentranger | SUI  | 3:12:49,2 |
| 8     | Franco Calderari   | SUI  | 3:26:13,0 |